# Unknown (2006)
Unknown is een Amerikaanse thriller uit 2006 onder regie van Simon Brand. Na relatief kort in enkele bioscopen gedraaid te hebben kwam de film begin 2007 uit op dvd.

## Verhaal
Vijf mannen komen bij bewustzijn in een fabrieksruimte. Een van hen is vastgebonden (Joe Pantoliano), één geboeid en gewond (Jeremy Sisto), één heeft een gebroken neus (Greg Kinnear) en twee (James Caviezel en Barry Pepper) liggen op de grond. Er blijkt een fles met een of ander gas te zijn leeggelopen, met als gevolg dat geen van hen nog weet wie hij is.
Nadat de eerste die ontwaakt (Caviezel) de rinkelende telefoon opneemt, wordt duidelijk wat ze daar doen. Er is een ontvoering gaande en onder de mannen bevinden zich handlangers van degenen die het losgeld aan het innen zijn. Uit de krant op het kantoortje blijken twee mannen ontvoerd. Van de vijf mannen weet alleen niemand wie de ontvoerden en wie de ontvoerders zijn. Terwijl gaandeweg de film ieder van de mannen steeds kleine stukjes van zijn geheugen terug krijgt, raakt ieder van hen langzaam ervan overtuigd wat zijn rol in het verhaal is.
Acteurs Kinnear en Pepper blijken de ontvoerde personages. In de climax blijken de herinneringen van Caviezels personage aan het ontvoeren van de mannen niet helemaal te zijn wat ze leken. Caviezel blijkt geen ontvoerder, maar een undercoveragent die in de bende was geïnfiltreerd. Een tweede plotwending volgt uit verdere herinneringen van hem. Hoewel geen bendelid, was hij ook niet van onbesproken gedrag. Caviezels personage maakte zonder dat iemand het wist de ontvoering mogelijk samen met Eliza Coles (Bridget Moynahan), de echtgenote van Kinnears personage. Ze hadden een affaire en wilden er samen met het geld vandoor. Dat blijft een geheim dat verder niemand in de film te weten komt.

## Rolverdeling
- Peter Stormare - Snakeskin Boots (ontvoerder)
- Mark Boone Junior - Bearded Man  (ontvoerder)
- Chris Mulkey - rechercheur James Curtis
- Clayne Crawford - rechercheur Anderson
- Kevin Chapman - rechercheur McGahey
- Wilmer Calderon - rechercheur Molina